# 達令斯普林斯鎮區 (北達科他州亞當斯縣)
達令斯普林斯鎮區（英語：Darling Springs Township）是位於美國北達科他州亞當斯縣的一個鎮區。

## 地方資料
達令斯普林斯鎮區的面積為80.49平方千米，皆為陸地。根據2010年美國人口普查的數據，當地共有人口22人，而人口密度為每平方千米0.27人。